# Нюртинген
Нюртинген (нем. Nürtingen) — город в Германии, в земле Баден-Вюртемберг.
Подчинён административному округу Штутгарт. Входит в состав района Эслинген. Население составляет 40 364 человека (на 31 декабря 2010 года). Занимает площадь 46,90 км². Официальный код — 08 1 16 049.
Город подразделяется на 6 городских районов.
В городе расположена компания Metabo, выпускающая электроинструмент, и инженерное бюро компании HolzHer, производителя деревообрабатывающего оборудования.

## Фотографии

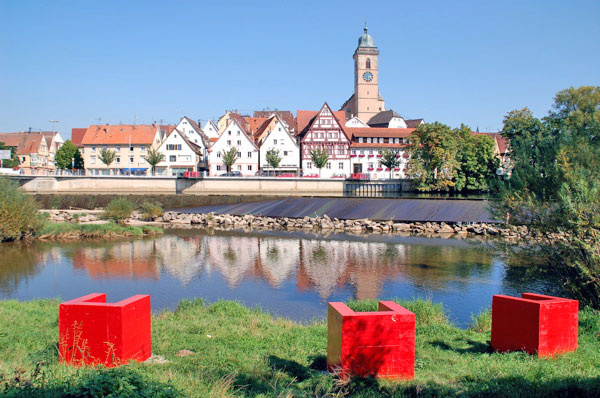
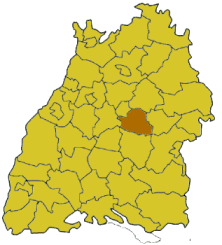
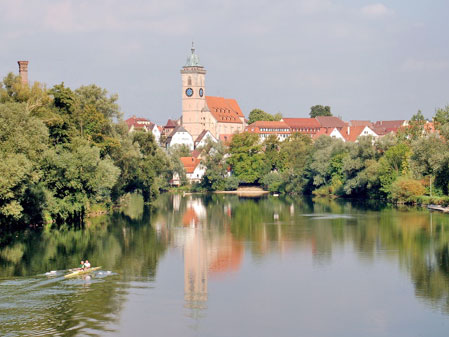
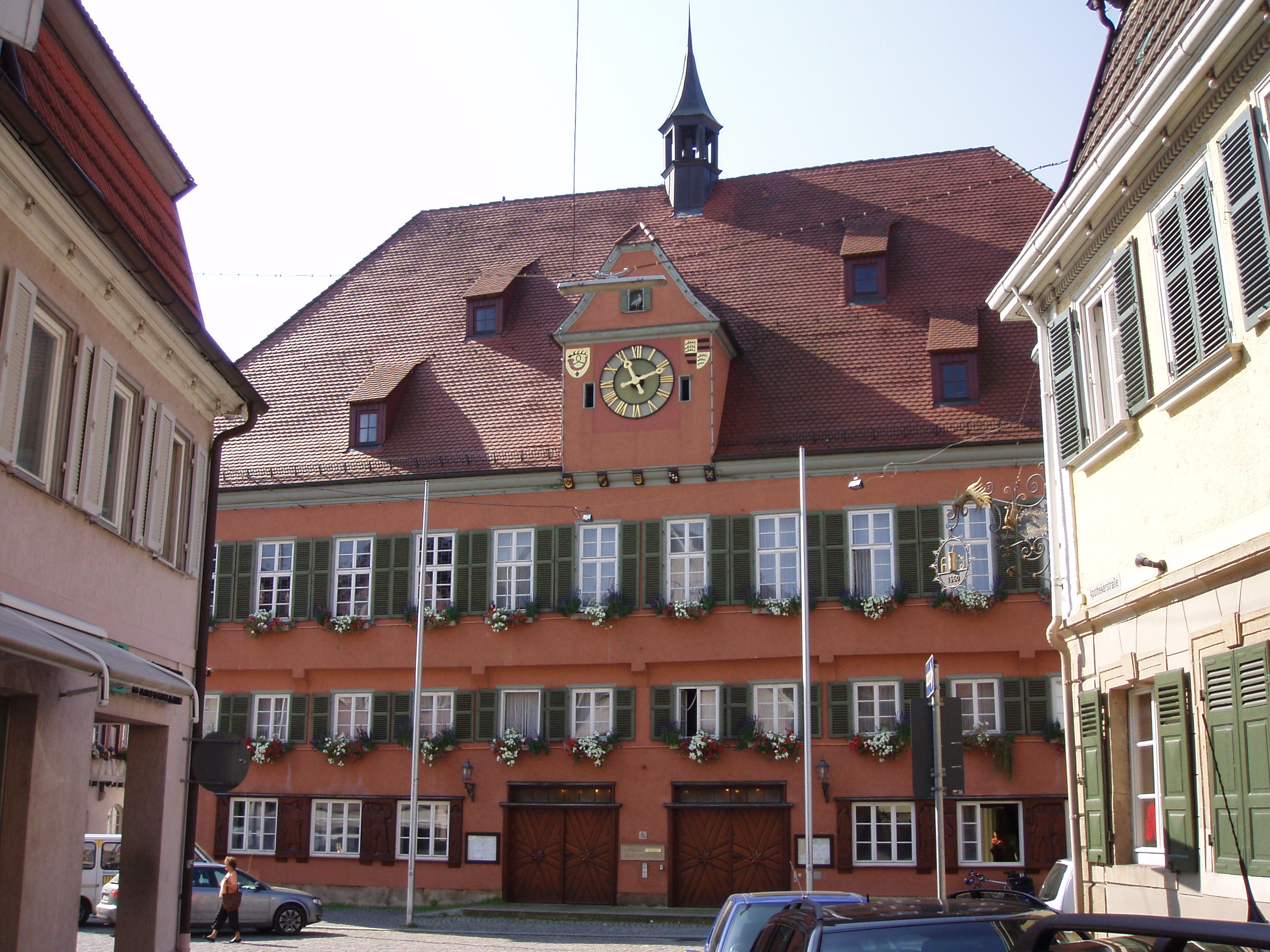
Ратуша
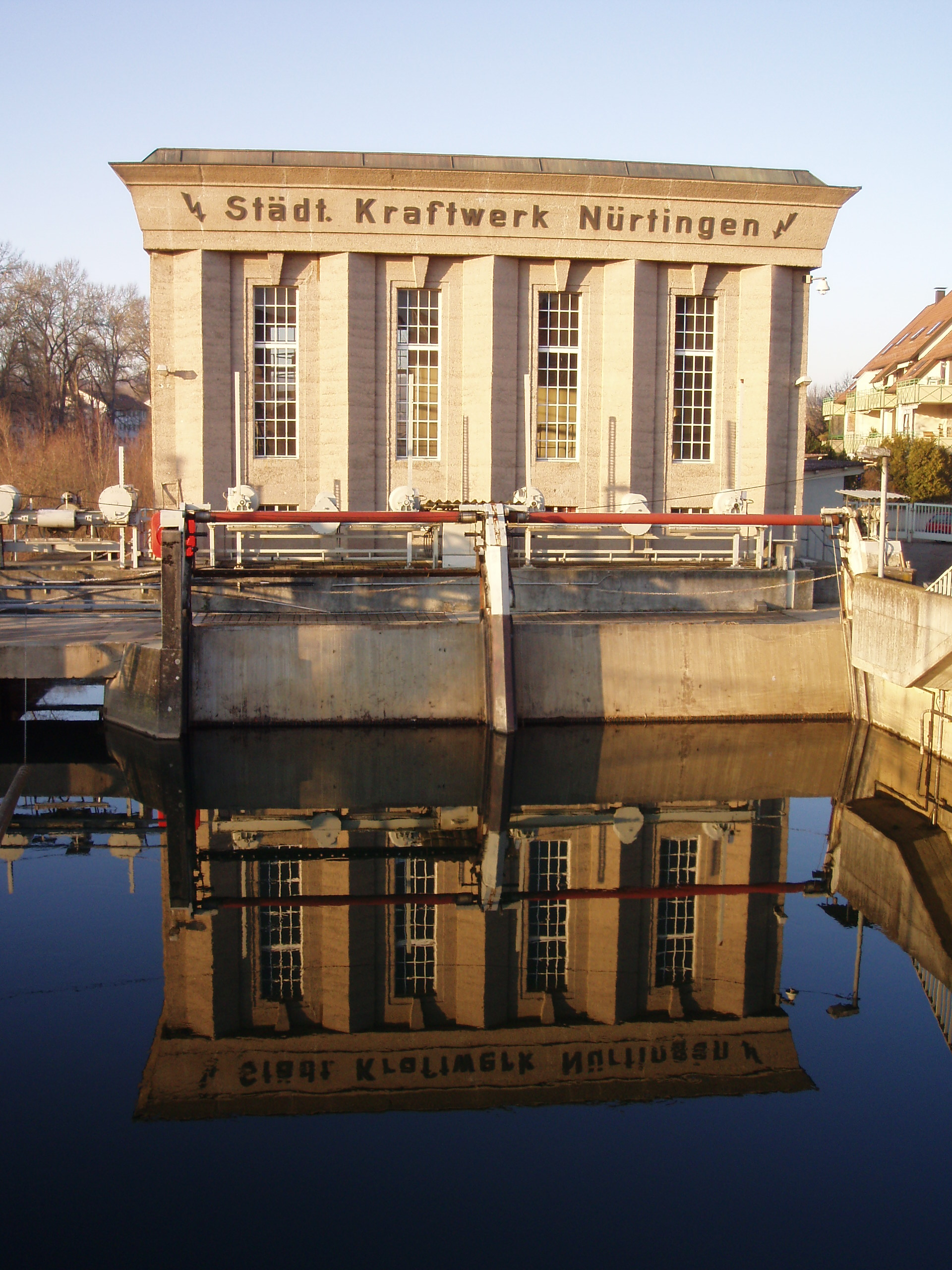
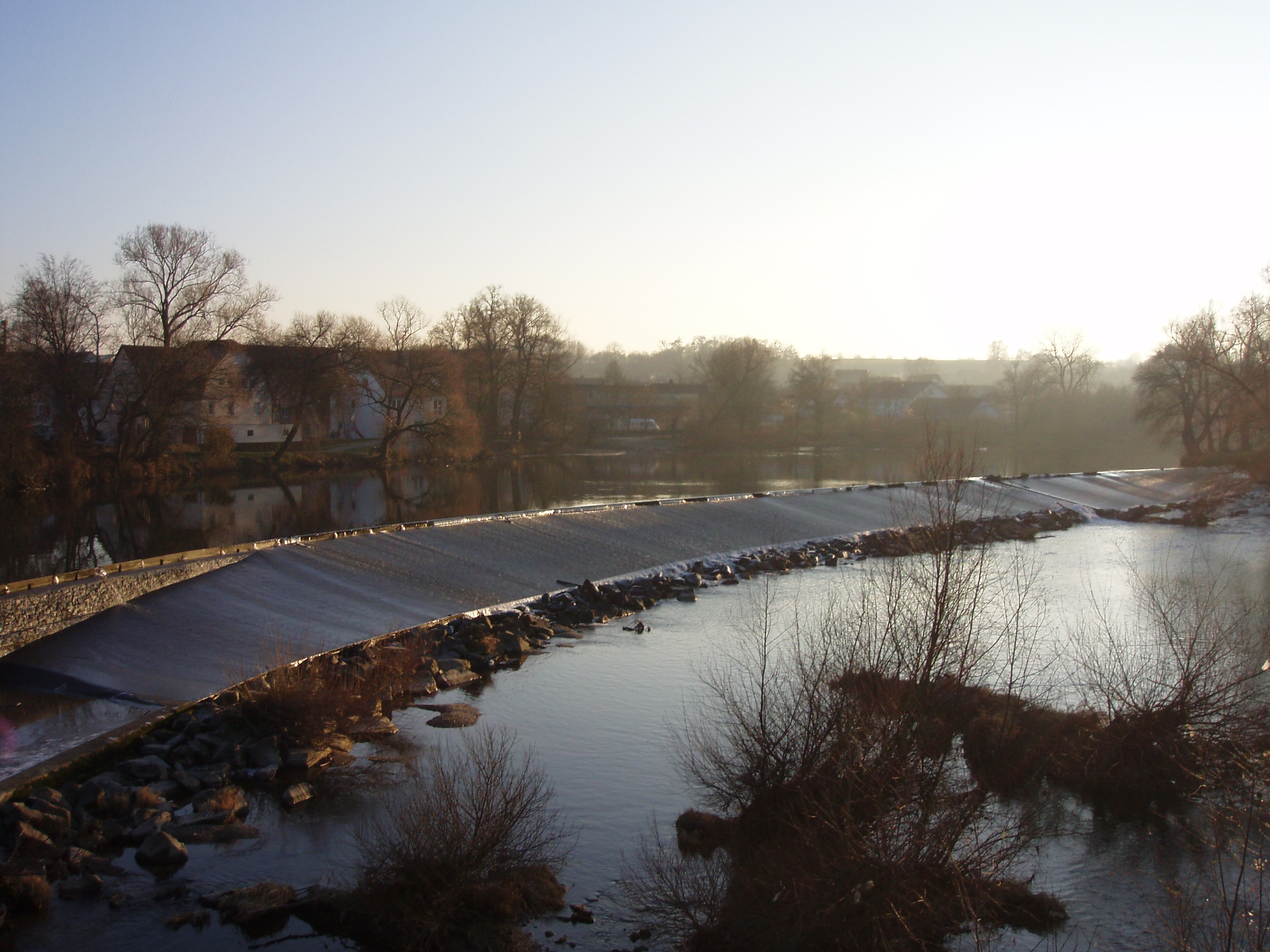